# Gabier
Pour les articles homonymes, voir Guichet automatique bancaire.

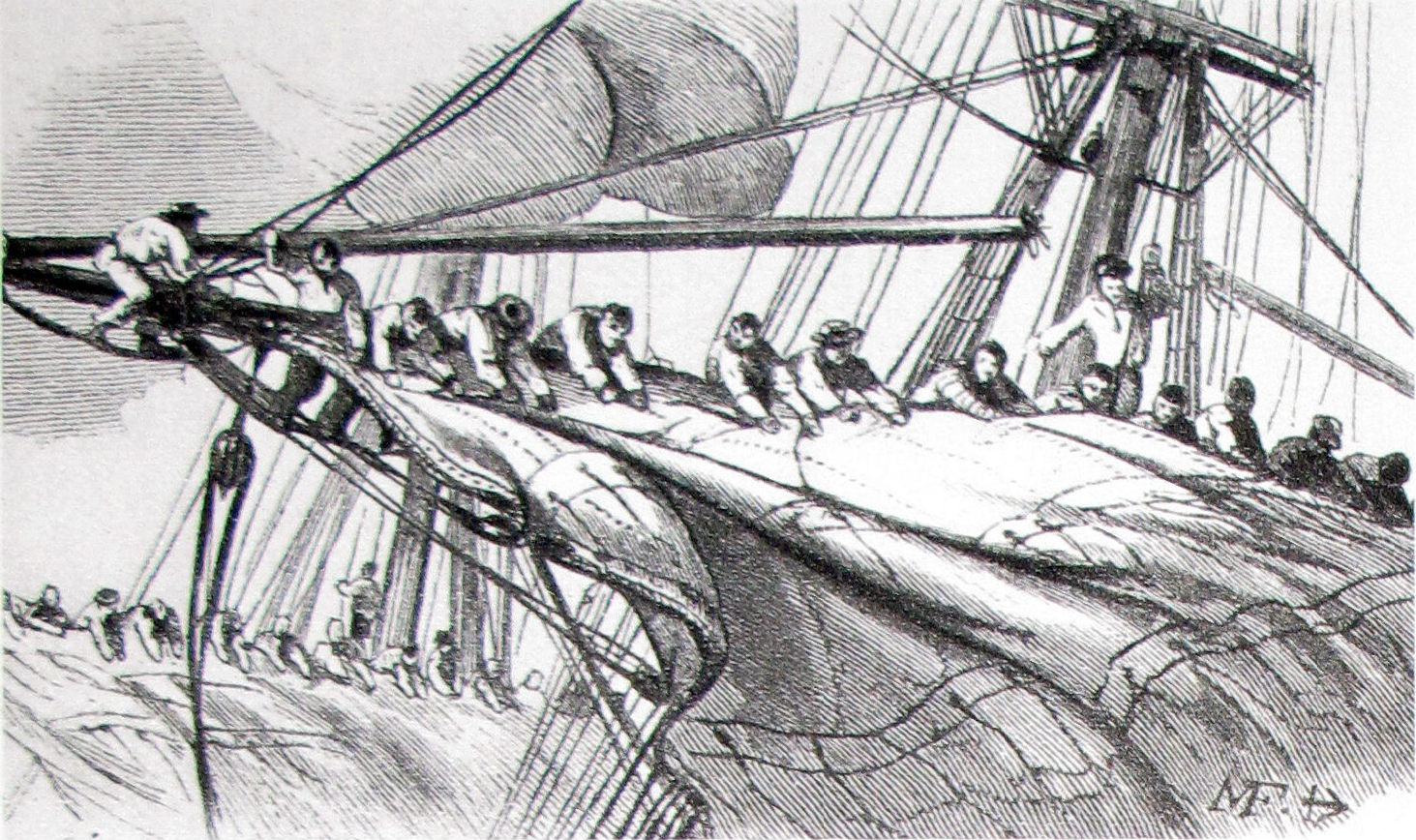
Matelots prenant un ris dans les huniers.

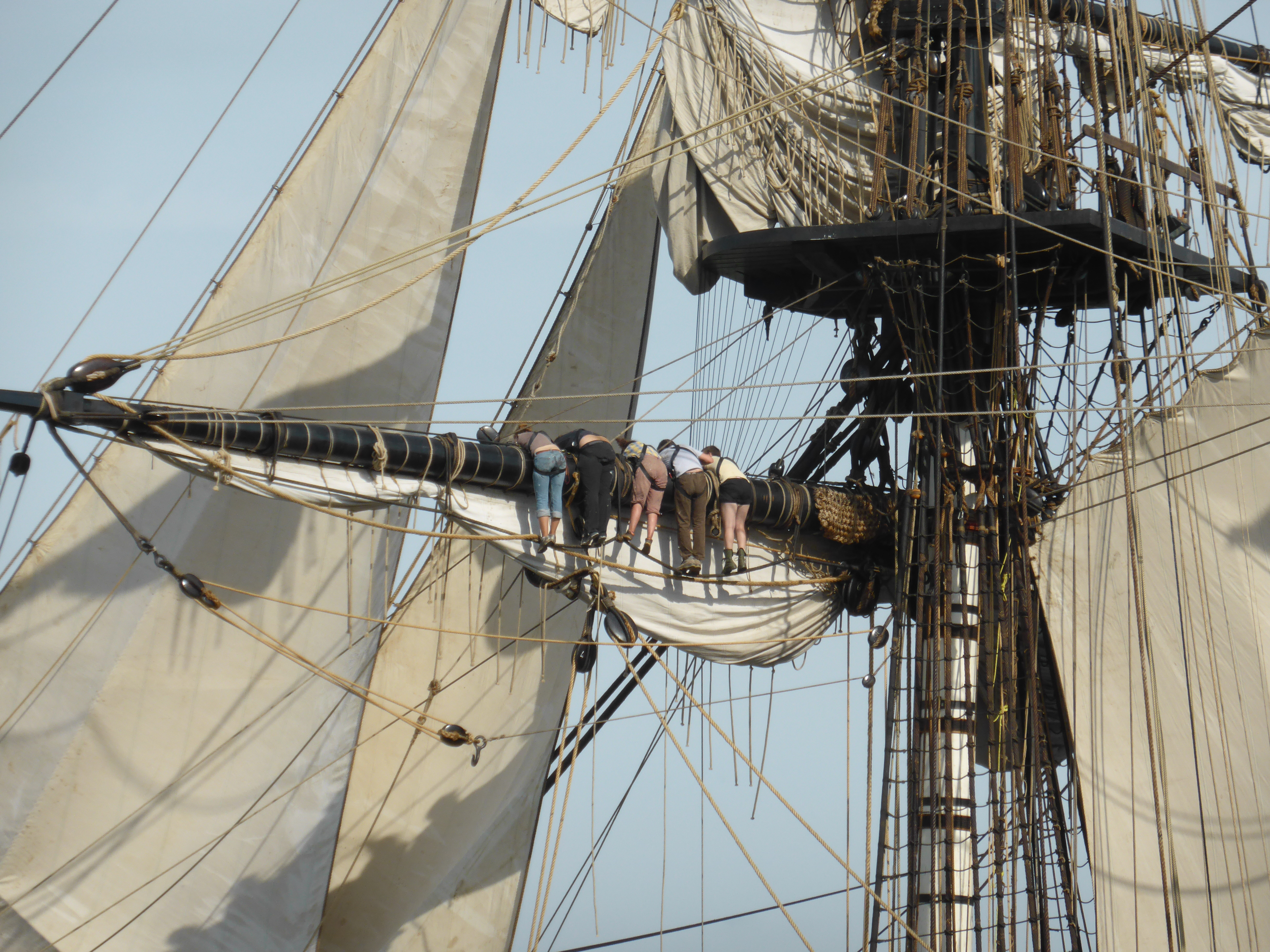
Gabiers travaillant sur la voile de misaine de la frégate Hermione en 2014. De nos jours, les gabiers ont une longe de sécurité, mais par le passé, seule une partie des marins manœuvraient les voiles et constituaient la catégorie très respectée des gabiers.

Le gabier (ou gabière au féminin) est un matelot spécialisé dans les manœuvres de voiles ou chargé de rendre les honneurs militaires.

## Gabier dans la marine à voile
Un gabier (boatswain en anglais) était traditionnellement un matelot de la gabie (la hune),. Puis, par extension, un matelot spécifiquement affecté à travailler dans la mâture aux manœuvres et à l'entretien du gréement (mâts, vergues, voiles, manœuvres courantes et dormantes…). Sur les voiliers anciens, leur nombre était très important, du fait des très grandes surfaces de toile. Il visite le gréement, le raccommode au besoin, s'occupe des haubans et des cordages. Il veillait également aux manœuvres hautes des vergues.
Parfois séparé du reste de l'équipage, il n'était pas rare, lorsque le temps était beau, qu'ils dorment même dans les hunes. Ils étaient affectés par équipes, sous l'autorité d'un chef de hune, à la manœuvre d'un mât. Les quarts étaient répartis alors entre « bâbordais » et « tribordais ».
Plus particulièrement chargés des voiles d'en haut, du service des hunes et du beaupré, ils étaient souvent spécialisés :
- gabier de misaine ;
- gabier de grande hune…

Dans le vocabulaire maritime traditionnel, un bon gabier est appelé gabier de premier brin, contrairement au gabier de poulaine qui est un mauvais marin (c'est sur la poulaine située à la proue que sont en général situées les toilettes).
Chargé des manœuvres les plus hautes, il perçoit par conséquent une solde plus élevée que les autres matelots. Les voiles les plus hautes sont les plus difficiles à ouvrir ou fermer, surtout par gros temps où les mouvements du navire sont amplifiés par la flèche du mât pouvant atteindre jusqu'à 60 m sur les plus gros navires (navires de premier rang).
L’Encyclopédie Méthodique Marine de 1786 conclut à juste titre : « Les gabiers sont les meilleurs matelots de l'équipage d'un vaisseau (…) Le gabier commande aux autres matelots en haut et n'est point cependant officier-marinier ». La difficulté du métier, les risques, la longueur des voyages, l'arrivée des navires à vapeur ont fait que les marins acceptant d'être gabiers sont devenus de plus en plus rares au long du XIXe siècle. Cependant, pour compléter leurs équipages, certains capitaines n'hésitaient pas à shangaïer des gens qui ne connaissaient rien à la navigation pour être matelots. La simplification des gréements et l'aide de treuils à vapeur a permis de limiter le nombre des gabiers embarqués sur les voiliers.

### Le travail du gabier sur les voiles

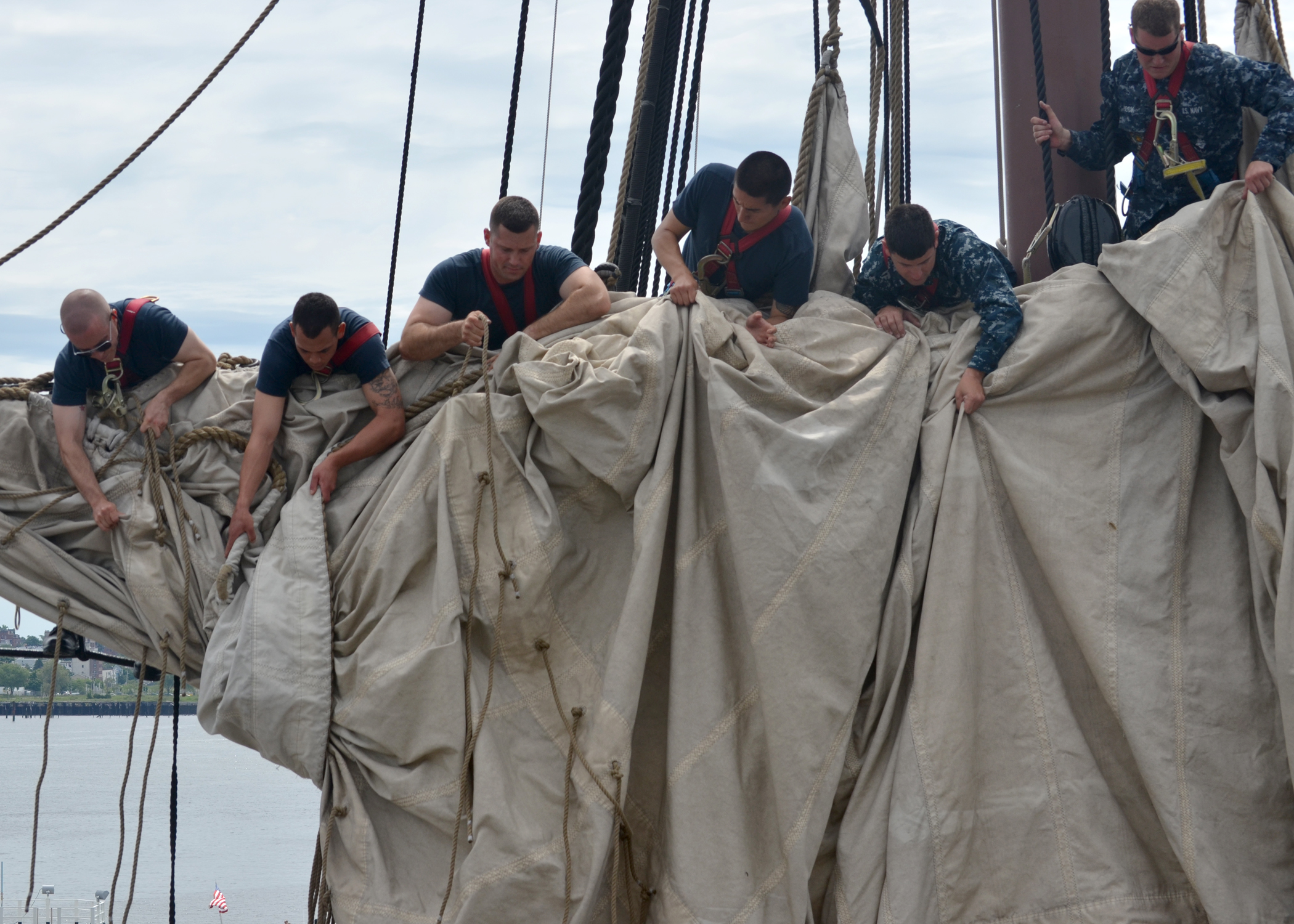
Marins de l'US Navy serrant une voile sur l'.

Le principal travail du gabier est la manœuvre des voiles, pour chaque fermeture ou ouverture, le gabier devait :
- Détacher les garcettes de ris (cordage d'accroche des voiles) pour déplier les voiles au vent, puis les nouer pour éviter qu'ils ne s'emmêlent.
- Diminuer les voiles pour diminuer leur surface au vent ou les attacher aux vergues avec les garcettes de ris pour fermer complètement leur prise au vent. Il utilisait pour ce faire le nœud de ris : un nœud plat gansé qui constitue un nœud de base de la marine à voile. Le gabier était aussi un expert en nœuds marins.

Pour atteindre les voiles il montait sur les vergues par les haubans latéraux.
Pour accéder aux vergues les gabiers posent les pieds sur un cordage suspendu appelé « marchepied ». Ce cordage allant d'une extrémité de la vergue à son milieu et soutenu régulièrement par des étriers, est réglé pour être à la bonne hauteur pour serrer la voile, prendre un ris, etc.

## Gabier dans la marine de guerre moderne

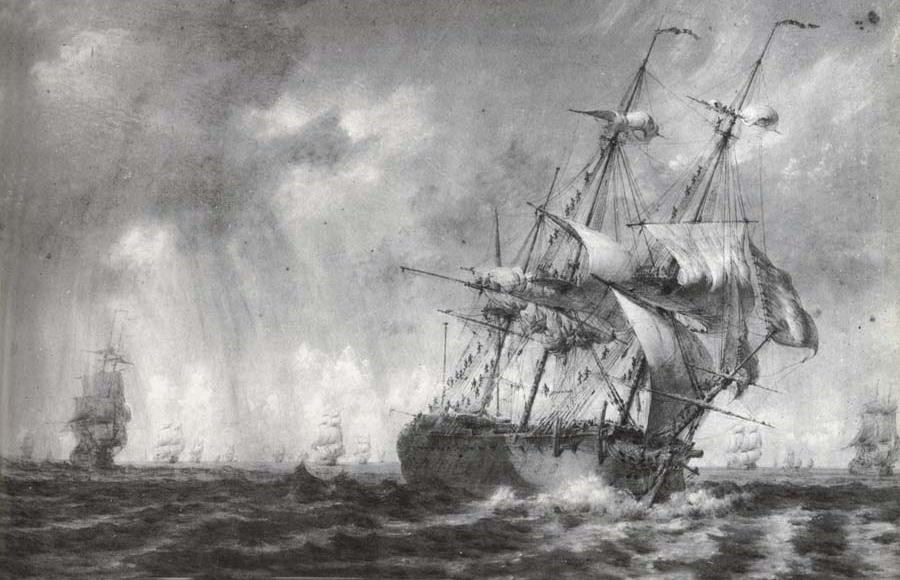
Gabiers ferlant les voiles d'un vaisseaux du 18e siècle pris dans une tempête.

Aujourd'hui, l'appellation de gabier subsiste dans la marine de guerre et désigne un matelot de la spécialité de manœuvrier. Présent à la coupée lorsqu'une autorité monte ou quitte le bord, il rend les honneurs avec son sifflet de gabier. Les notes sifflées sont plus ou moins nombreuses selon le grade ou le rang de l'autorité (1 coup long et 1 coup bref pour un officier subalterne, 2 coups longs et 1 coup bref pour un officier supérieur, 3 coups longs et 1 coup bref pour un officier général).

## Galerie d'images

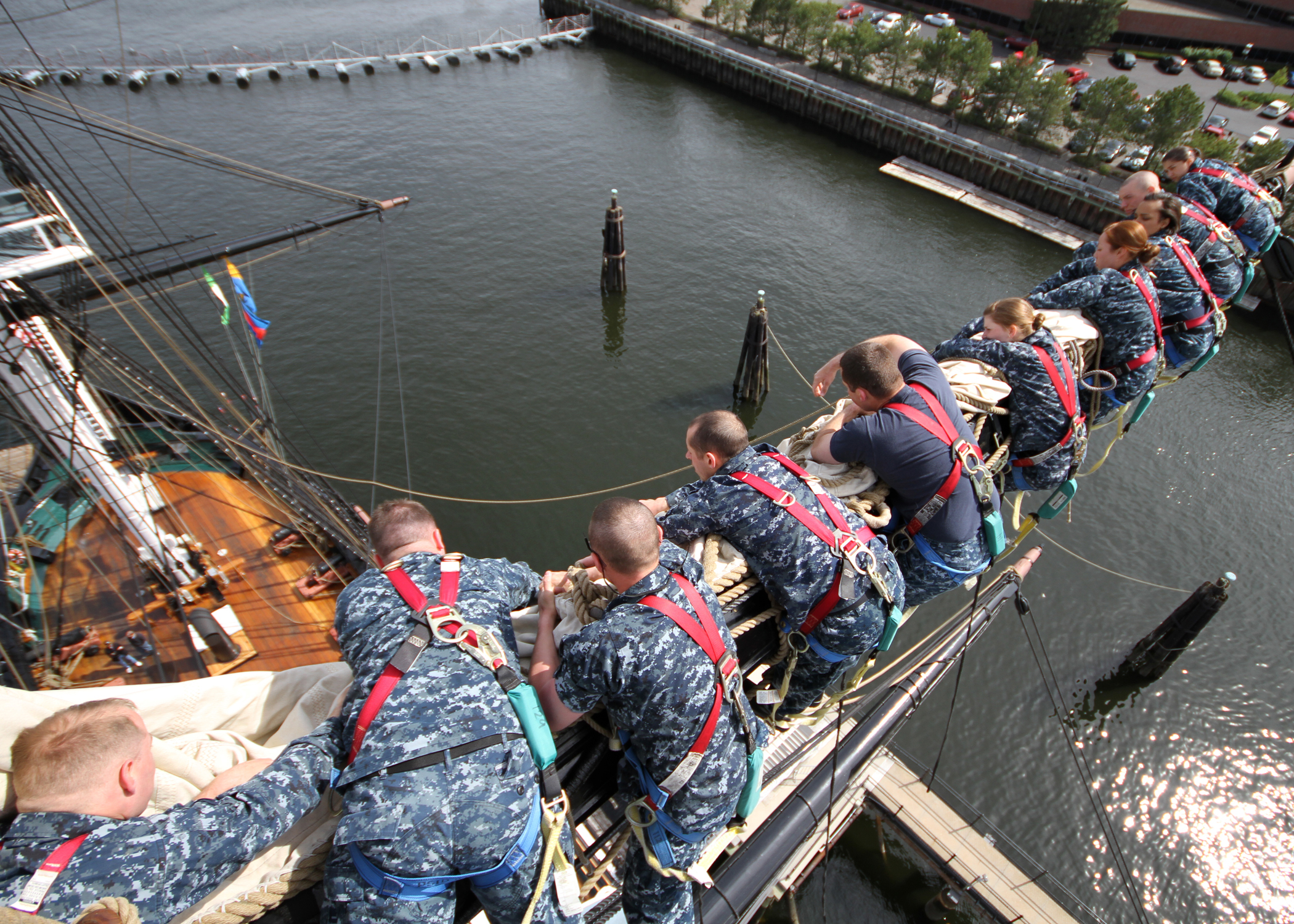
Les gabiers se déplacent sur un marchepied (sous la vergue pour se déplacer le long de la vergue (ici les cadets de l'US Navy sur l'USS Constitution).
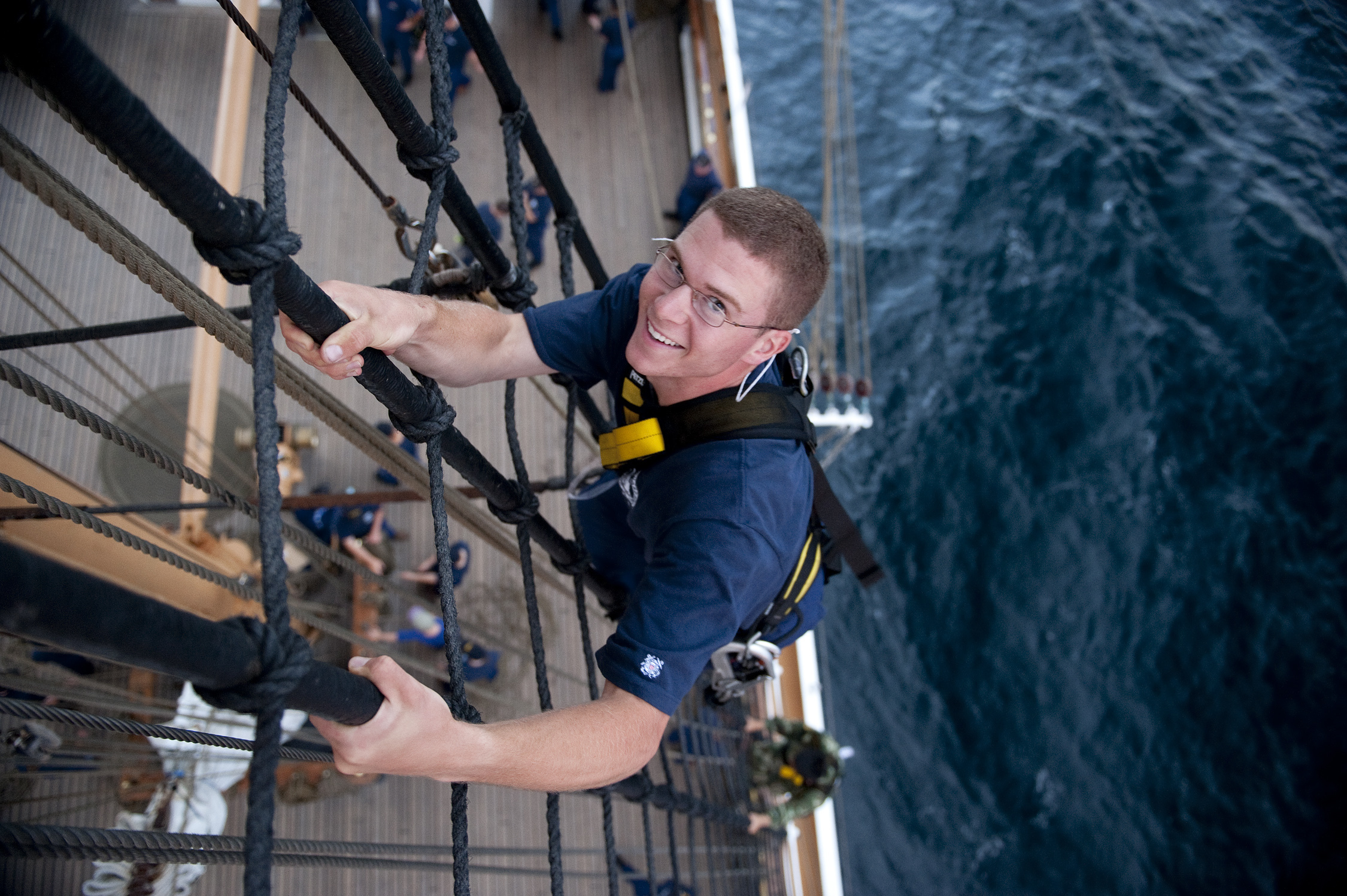
Gabier sur les haubans (garde-cote américain en formation).
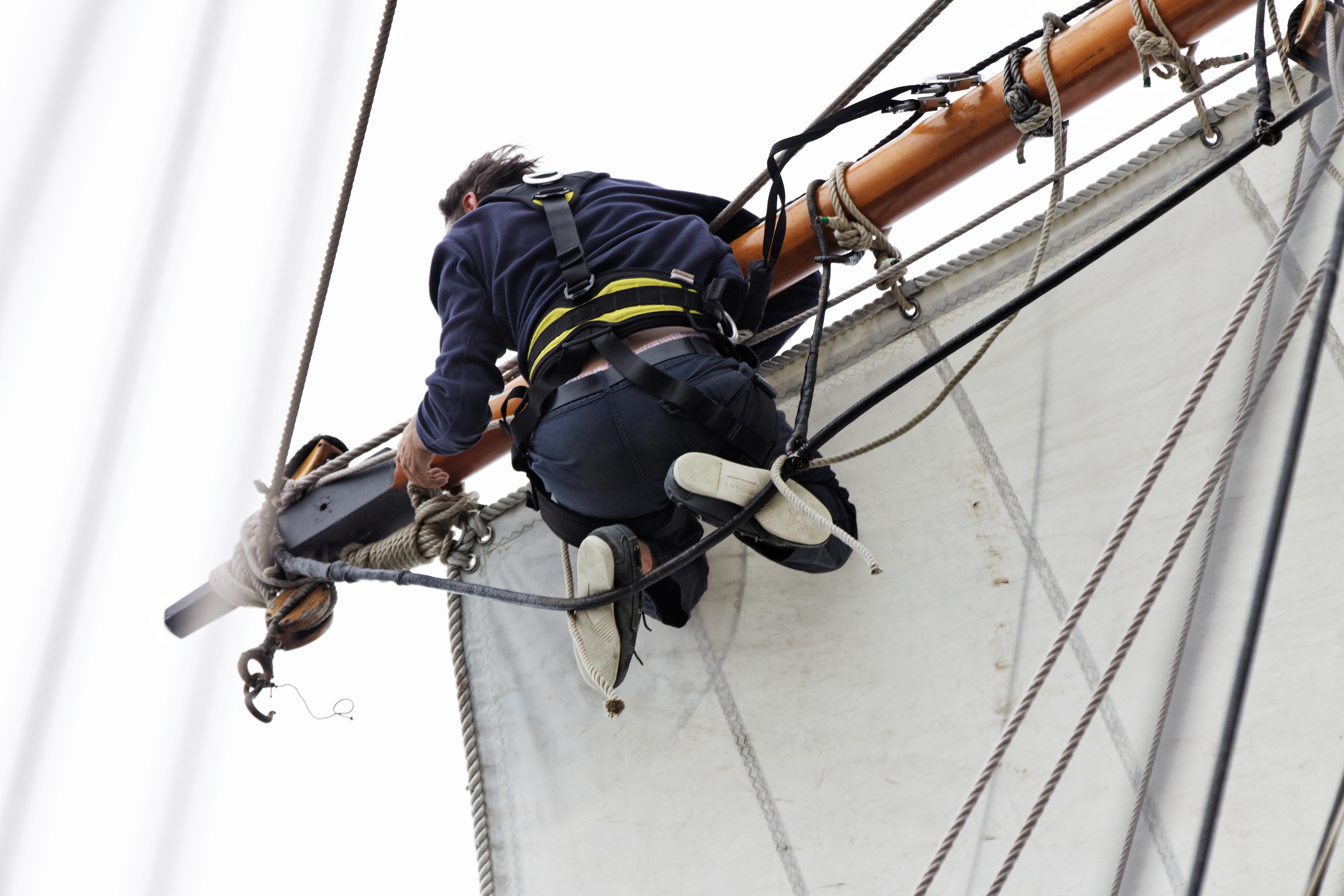
Gabier sur La Recouvrance (Brest 2012) - Ici en bout de vergue lors du déploiement de voile.
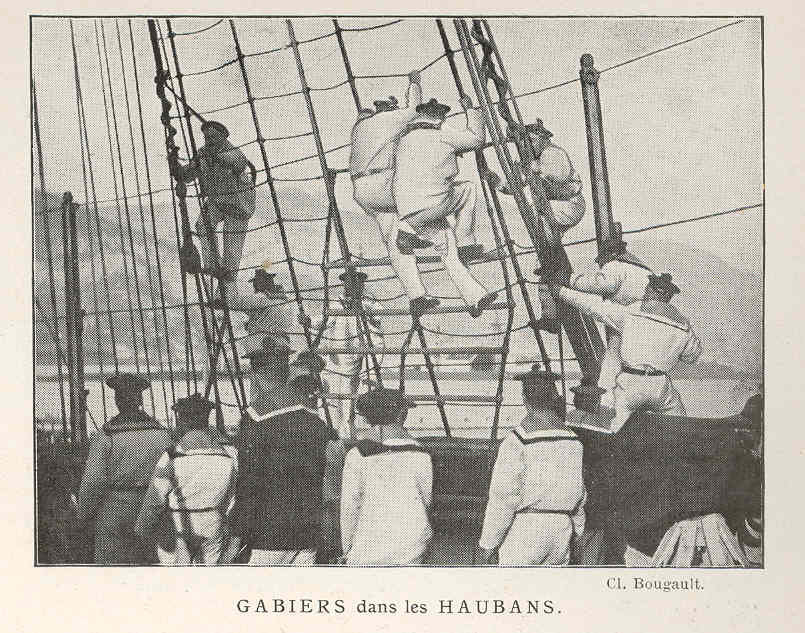
Gabier montant aux gréements en 1913.
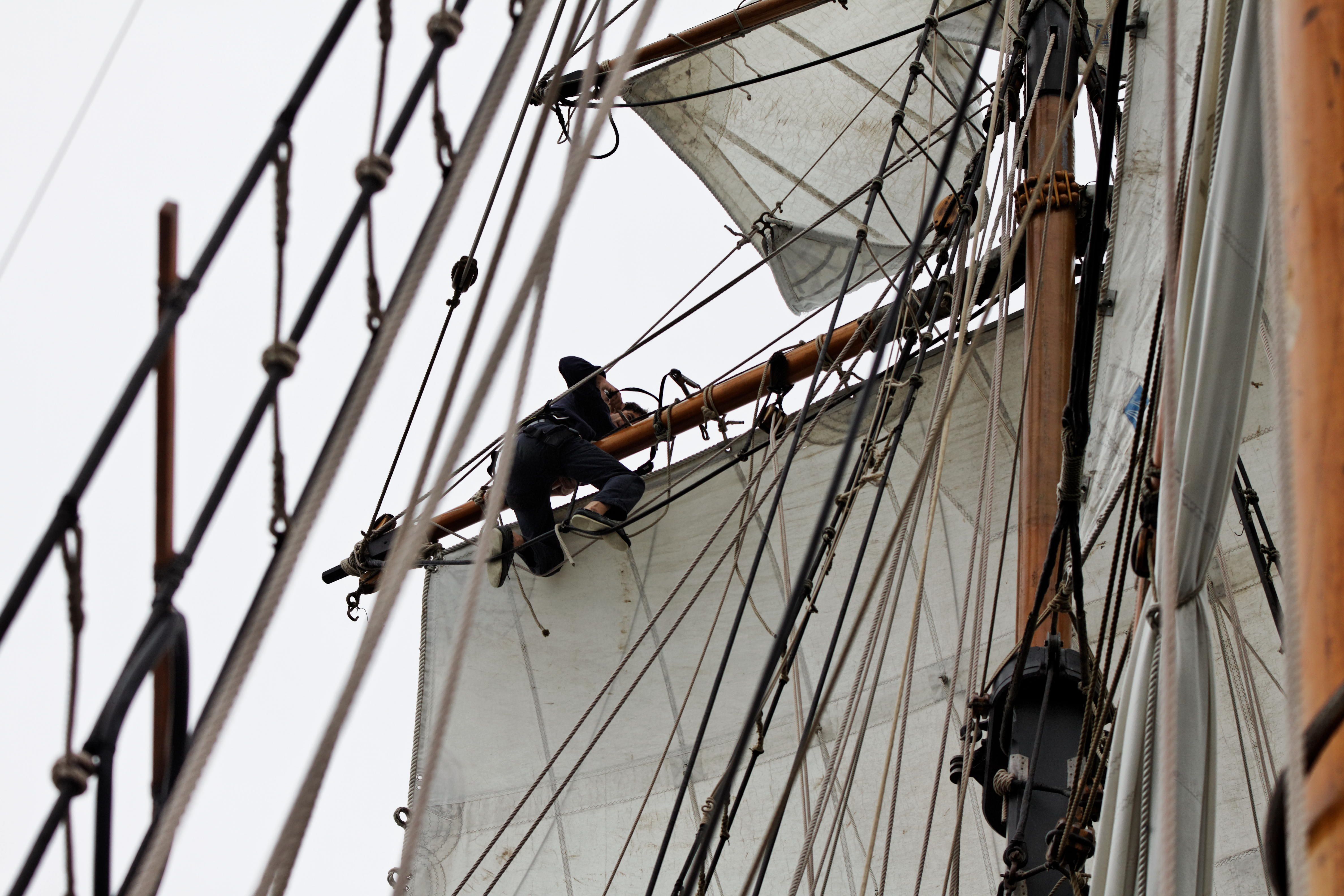
Gabier sur La Recouvrance (Brest 2012).
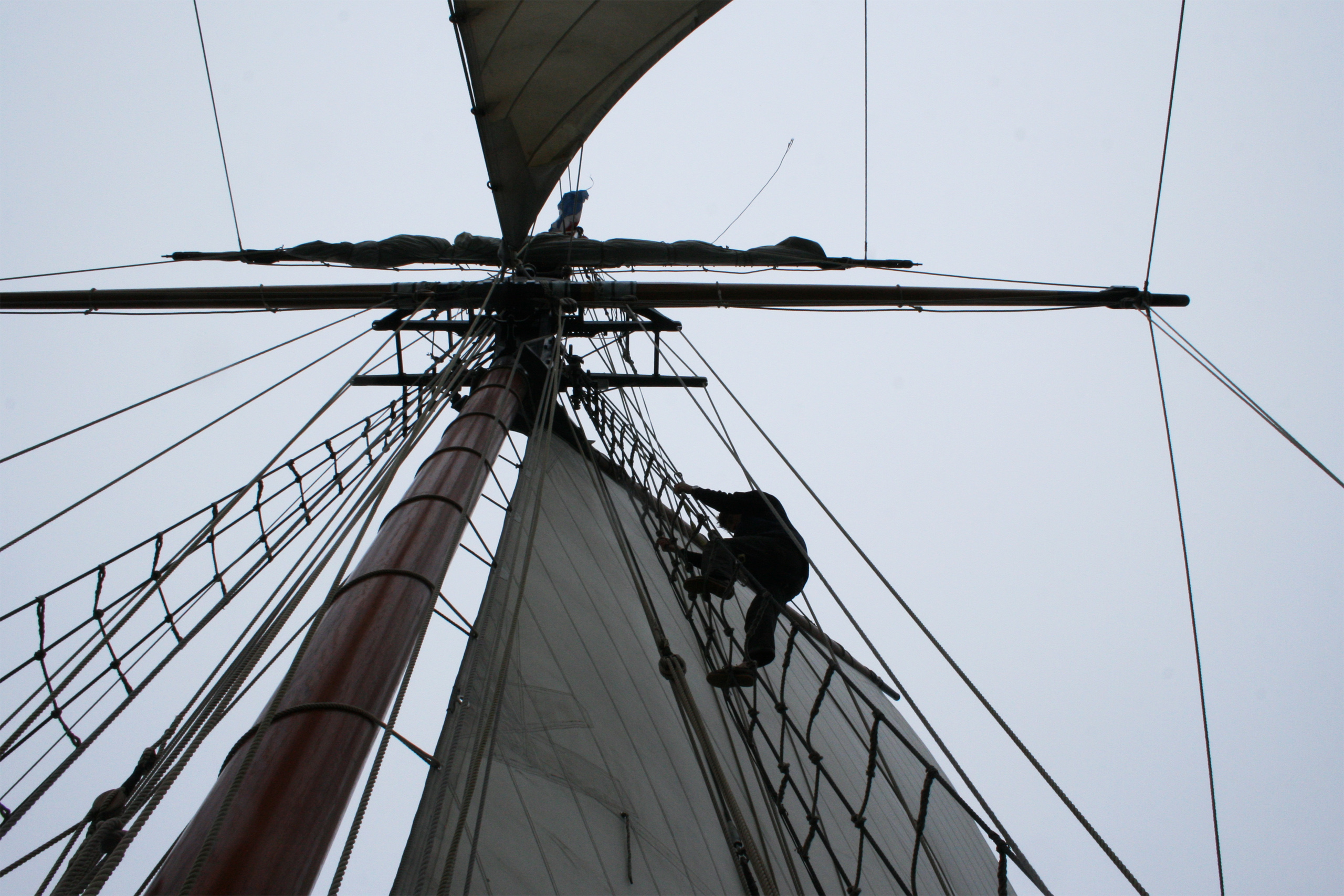
Gabier sur les haubans du Renard (Cotre à hunier).
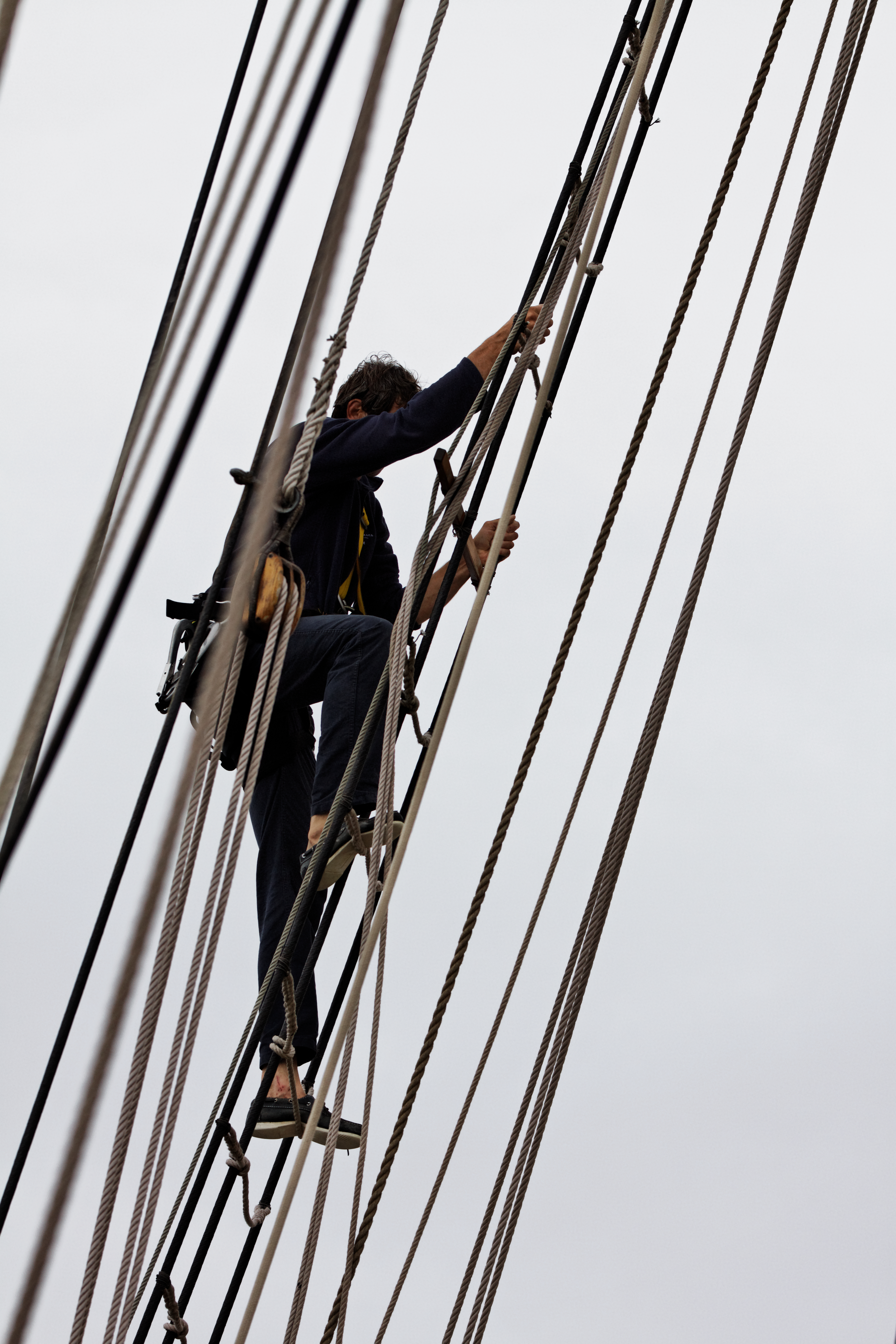
Gabier sur La Recouvrance (Brest 2012) - Ici sur les haubans.
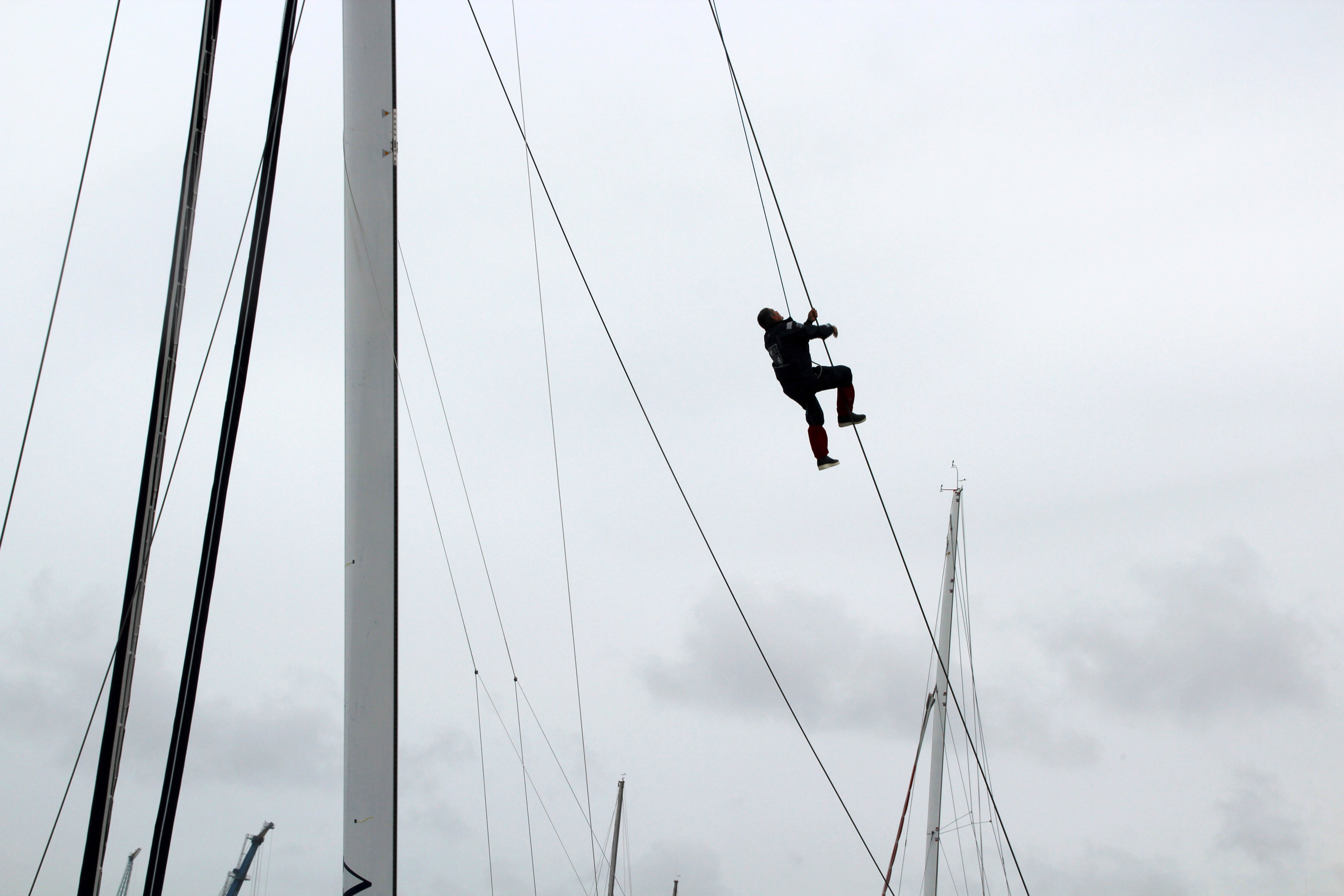
Gabier sur un filin d'un gréement moderne (Brest 2012).
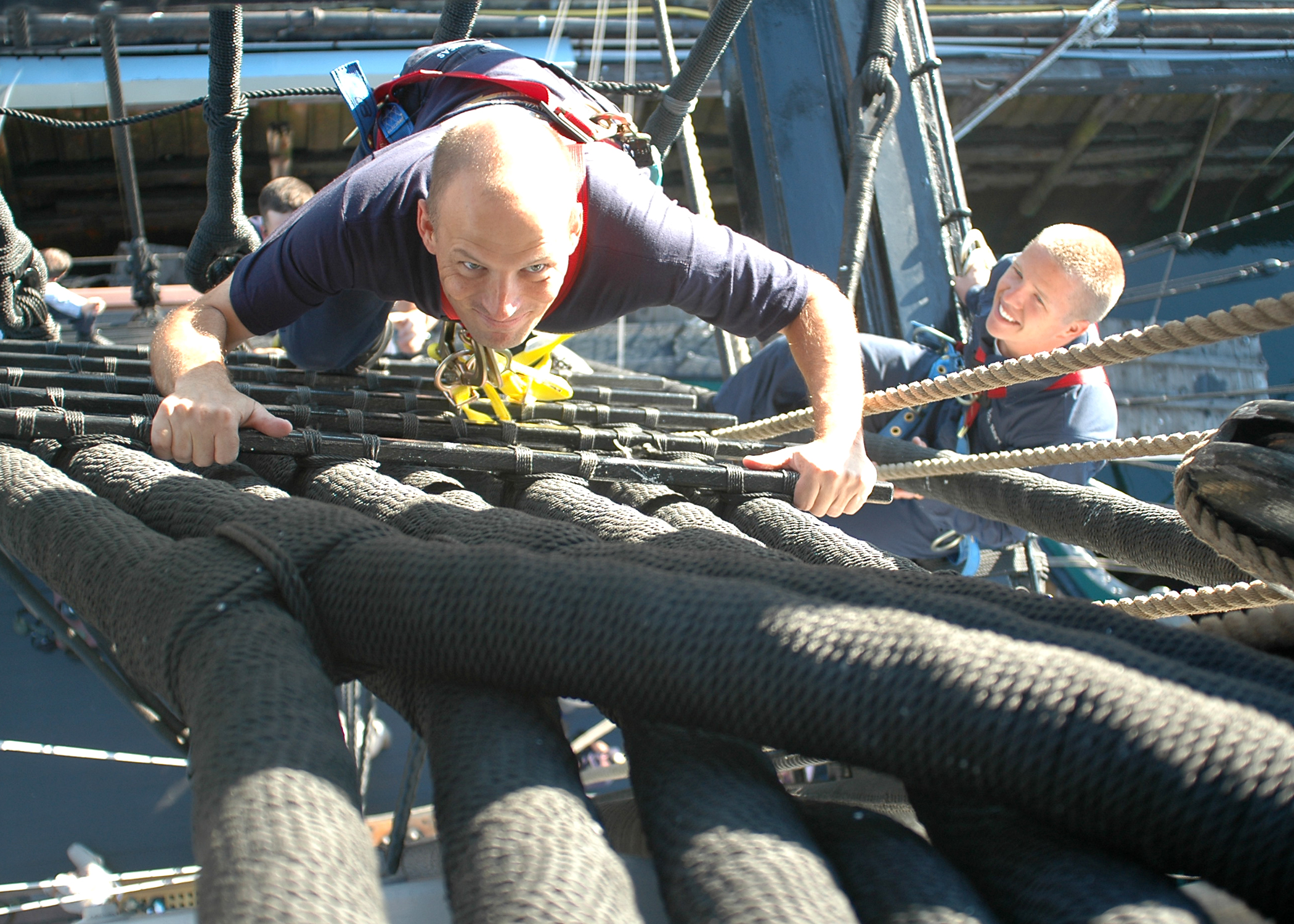
Gabier de l'US Navy sur le mât de misaine de l'USS Constitution.
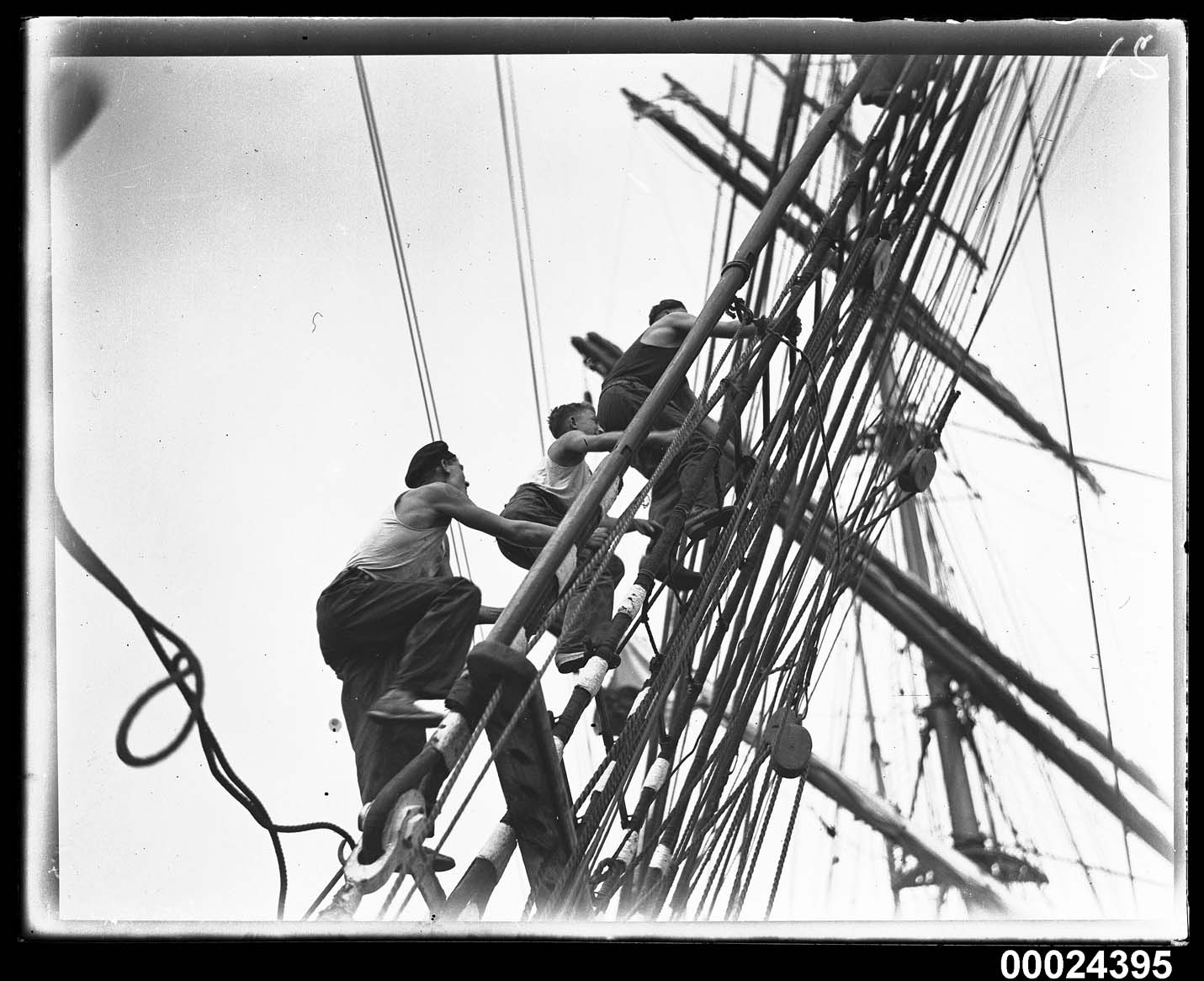
Sur les gréement du Magdalene Vinnen en 1933.
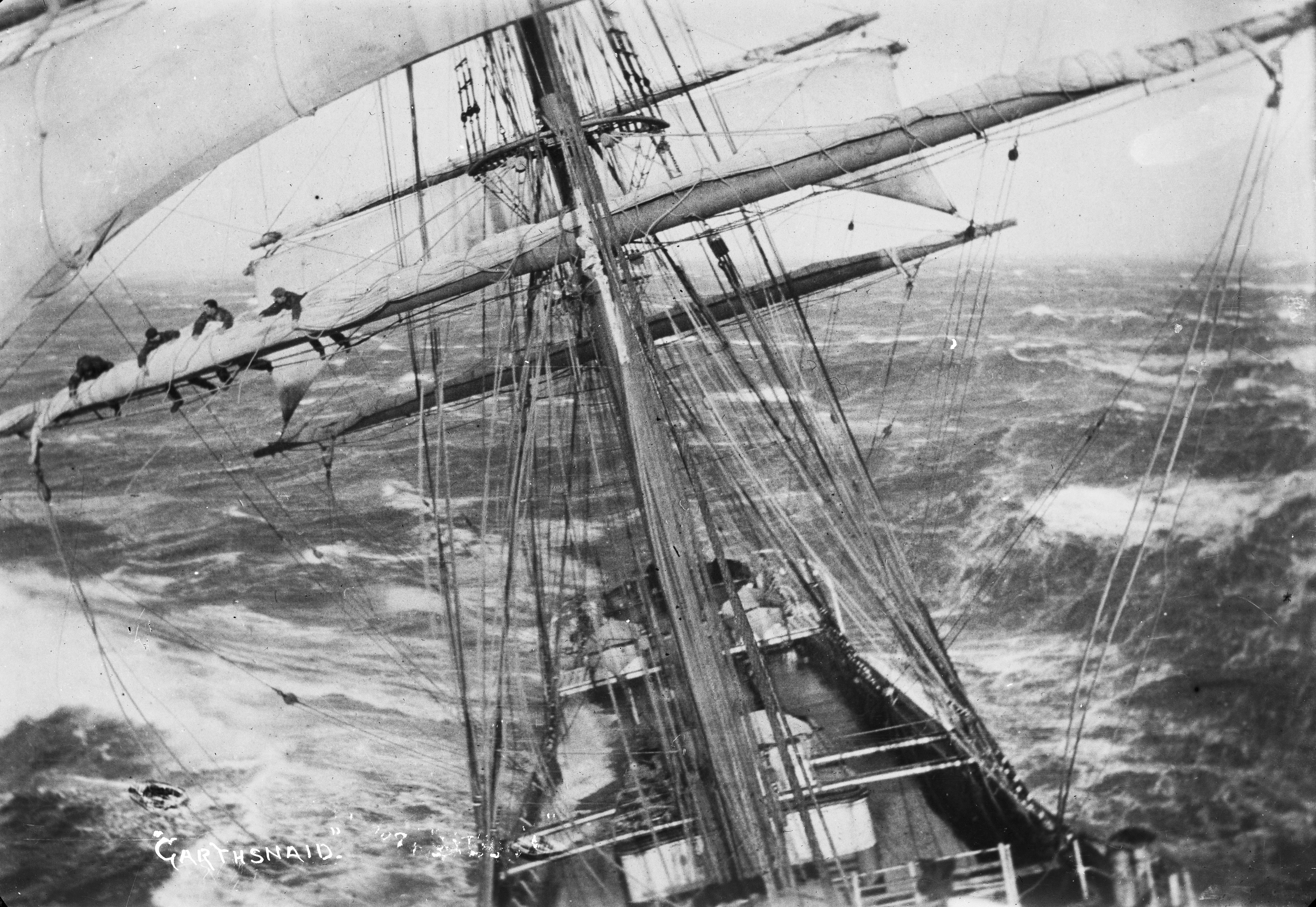
A bord du Garthsnaid accrochant une voile sur une mer agité en 1920.
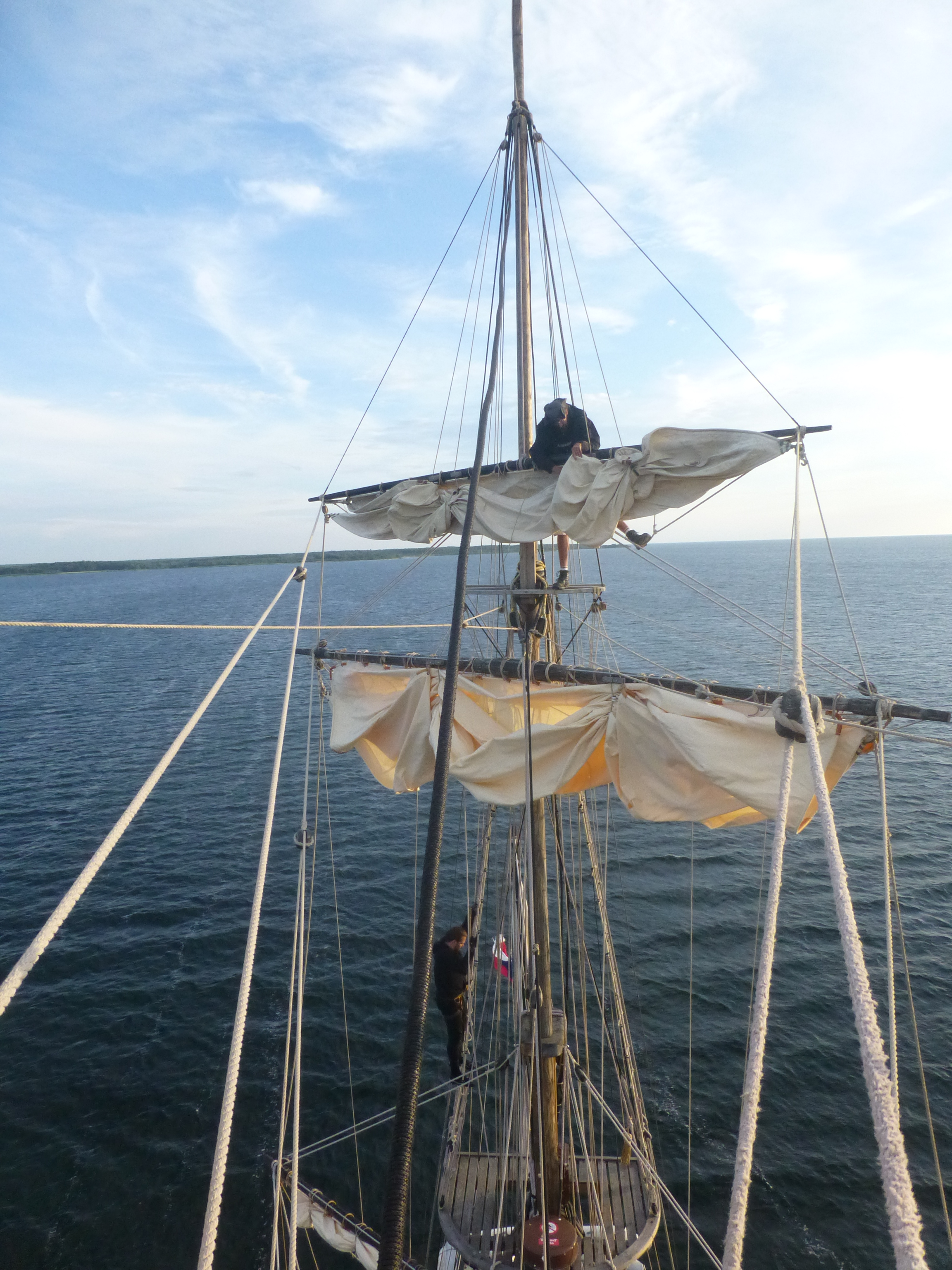
Gabiers ferlant le perroquet du grand-mât de La Grace en 2017 au mouillage dans la baie de Burgsvik (Suède). Les voiles les plus hautes sont les plus difficiles à ouvrir ou fermer, surtout par gros temps ou les mouvements du navire sont amplifiés par la flèche du mat pouvant atteindre jusqu'à 60 m sur les plus gros navires.
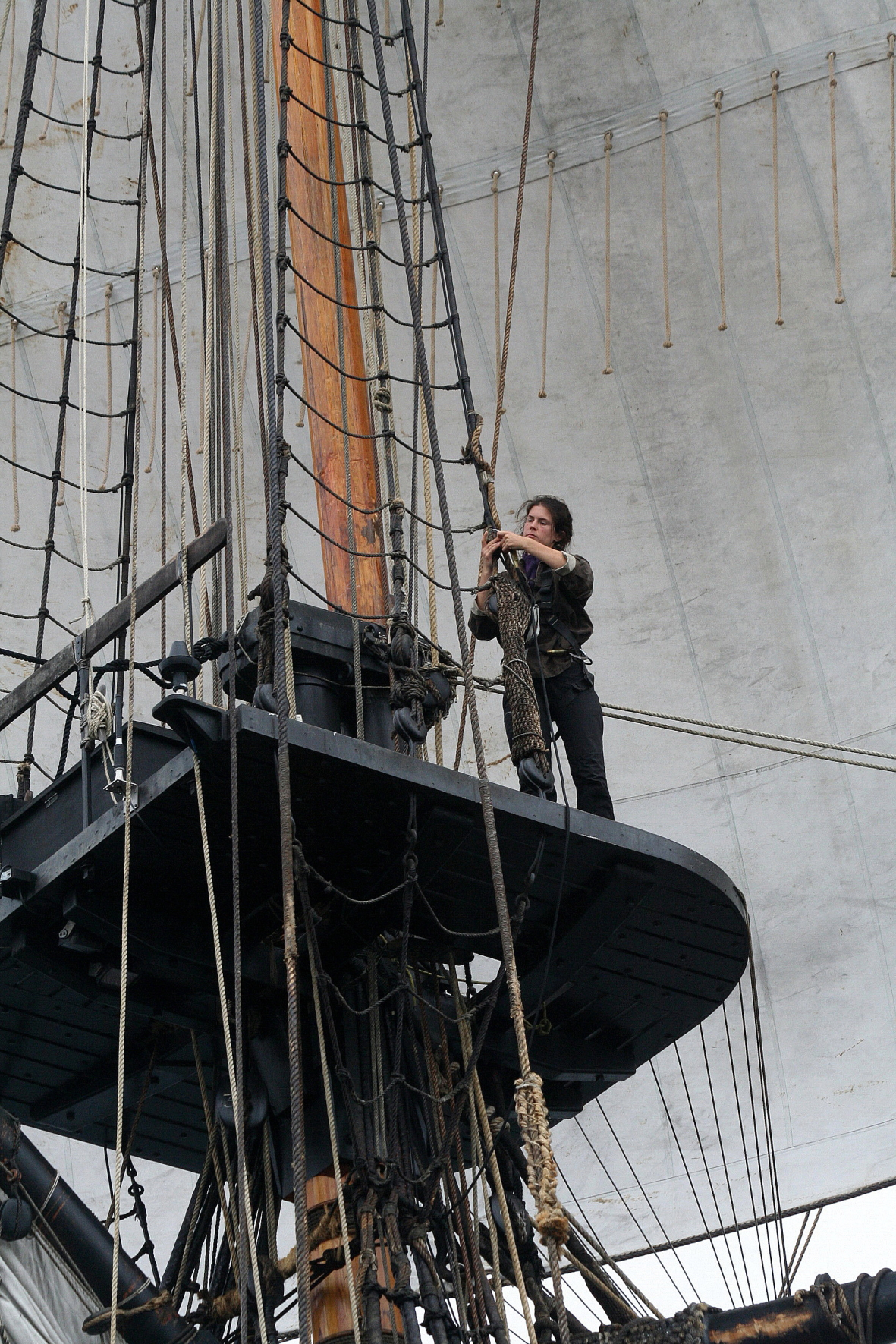
Une gabière sur la hune de l'Hermione. Le métier, longtemps exclusivement masculin, est aujourd'hui mixte.
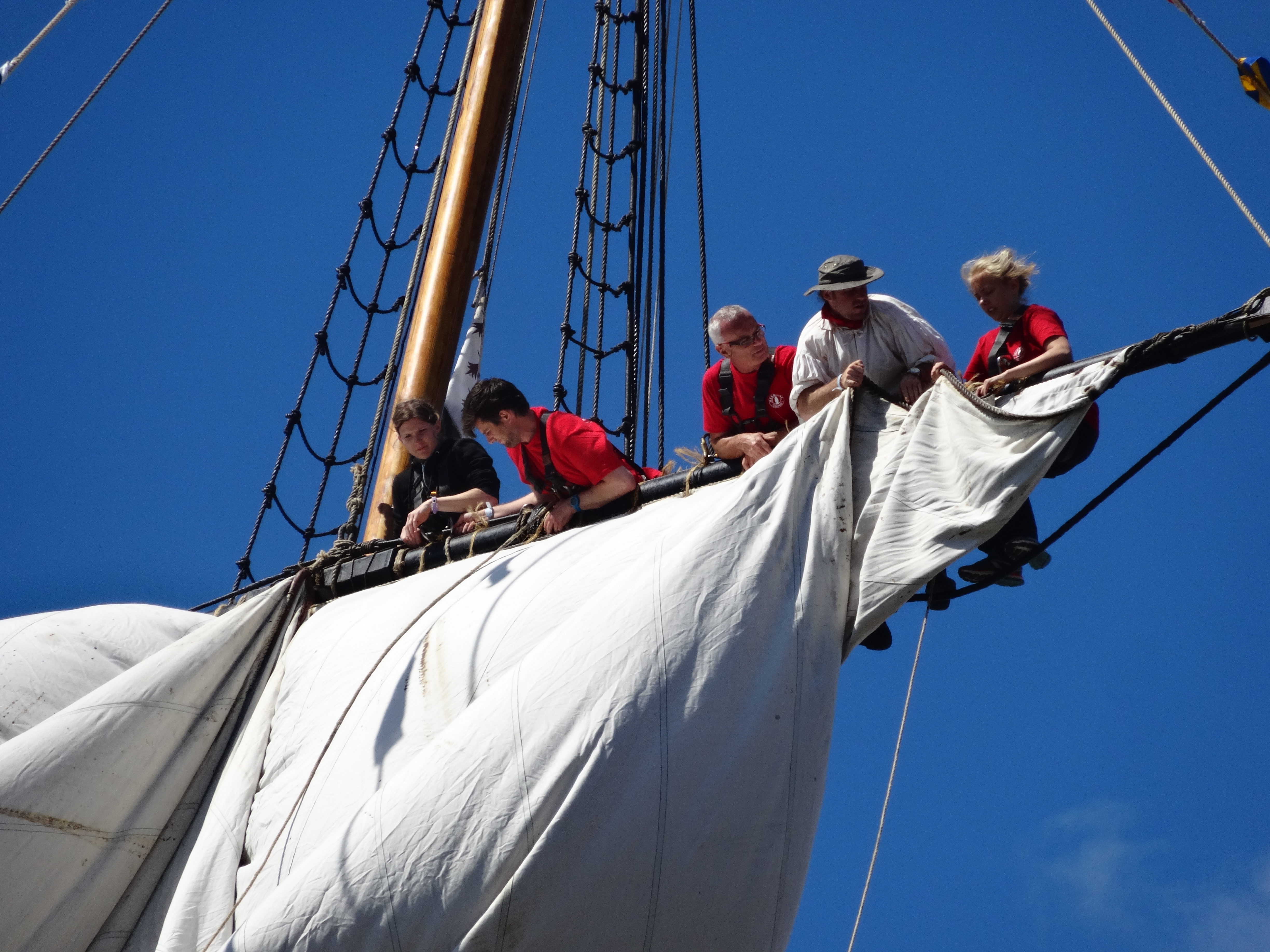
Équipe de gabiers mixtes sur l'Hermione en 2016 à Brest.
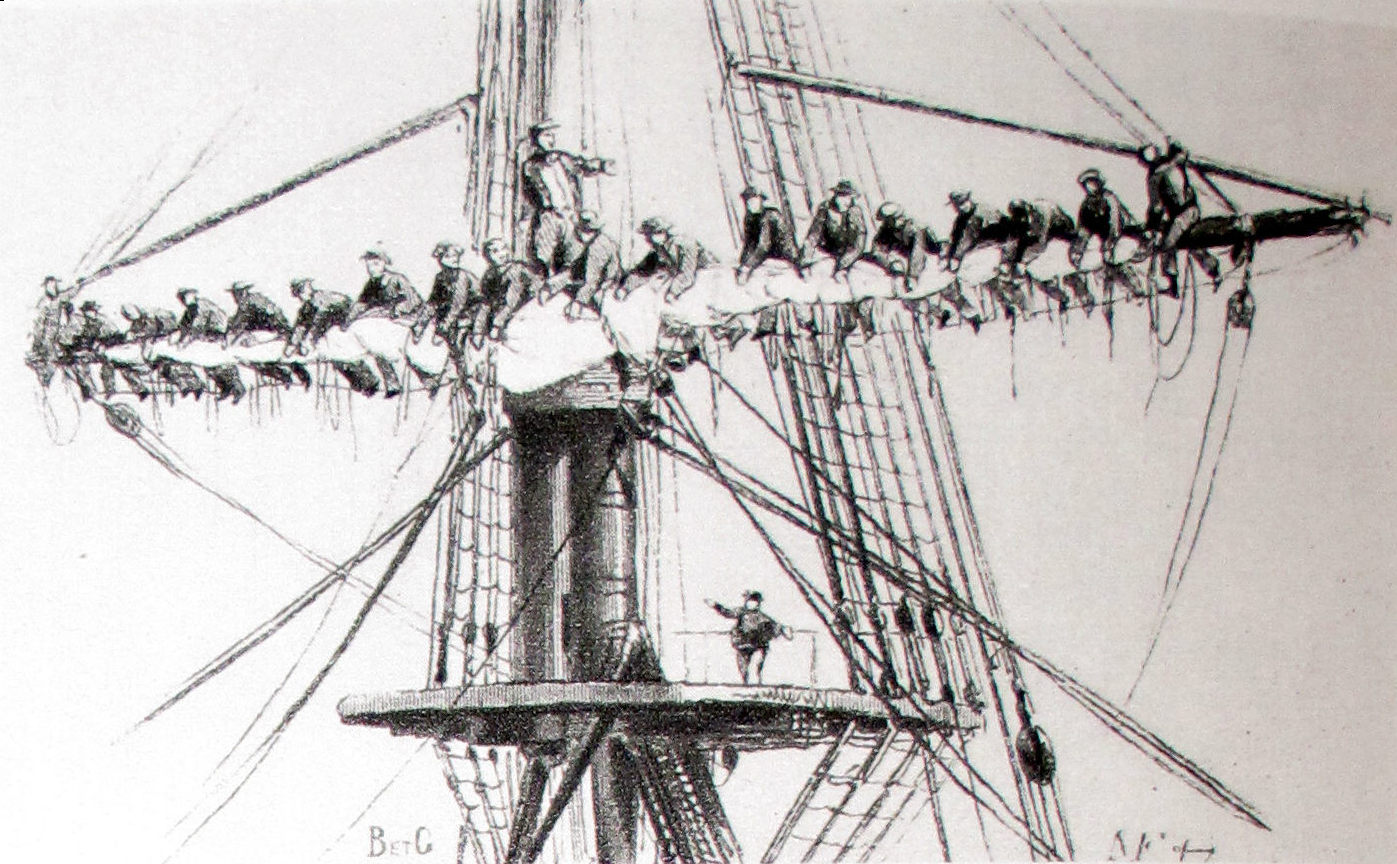
Matelots serrant un hunier (Morel Fatio, 1844).
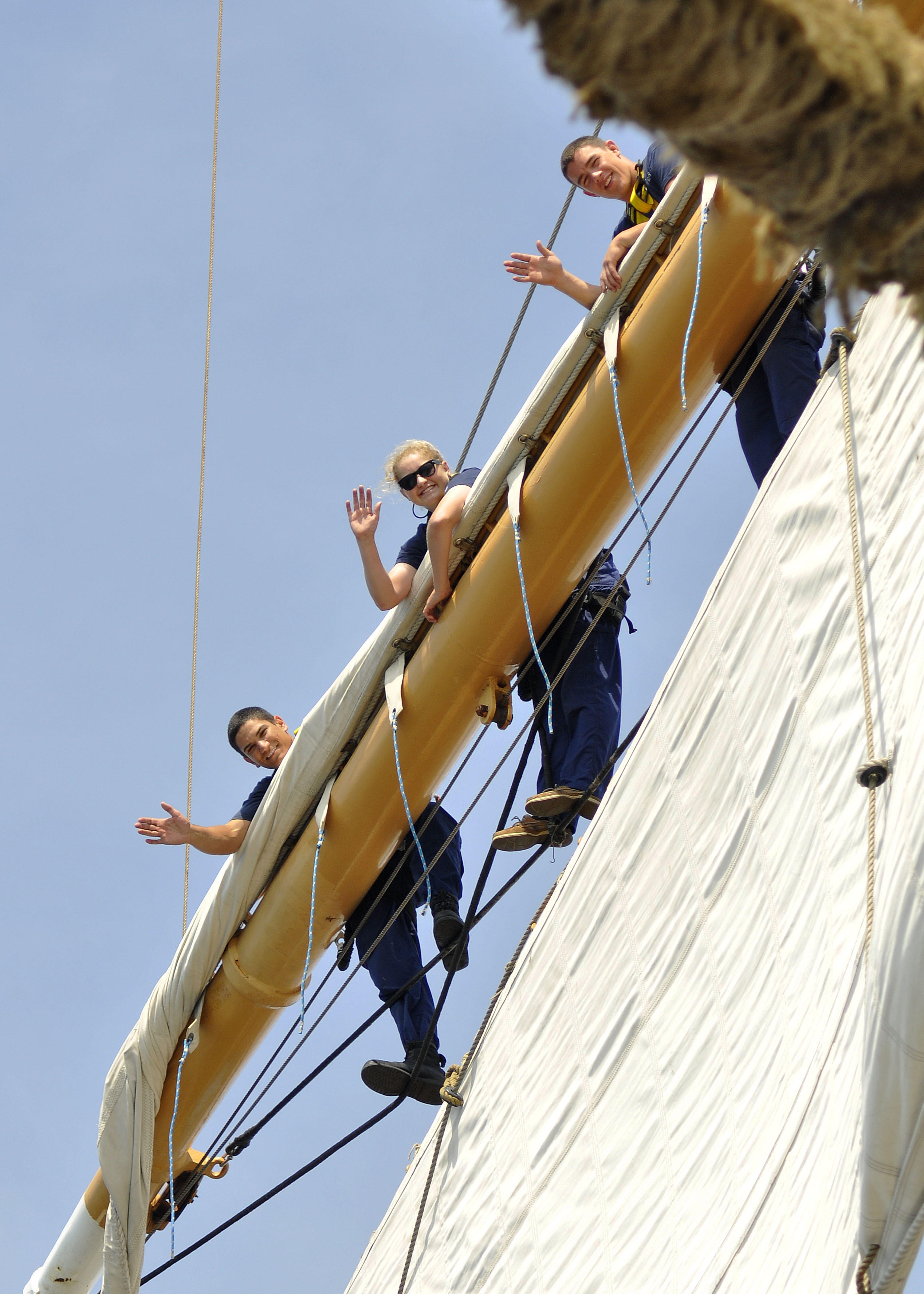
Cadets et cadettes sur l'USCGC Eagle a Halifax (2012).
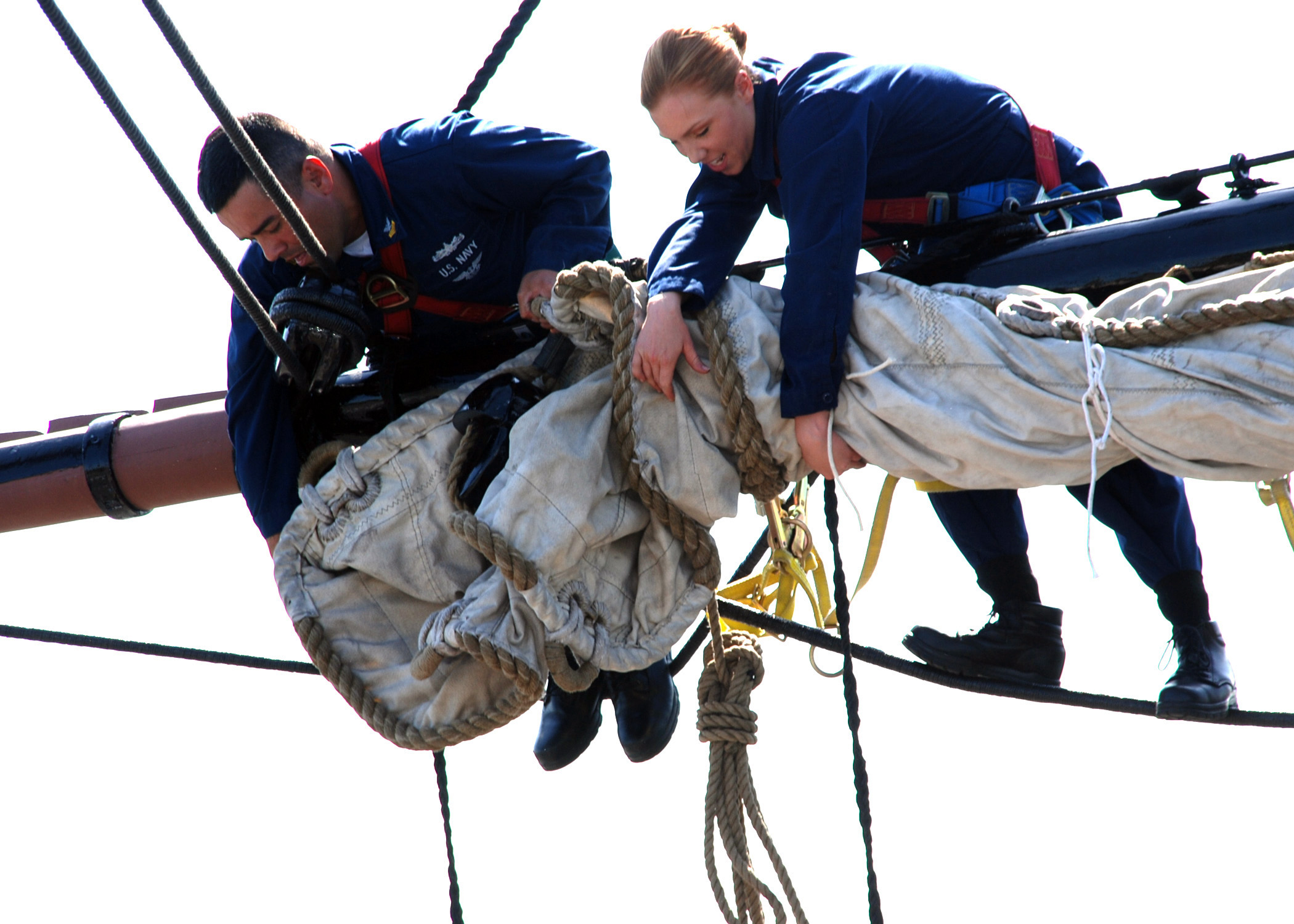
Gabière et gabier sur le hunier de misaine de l'USS Constitution à 30 m au dessus du pont à Charlestown en 2007.
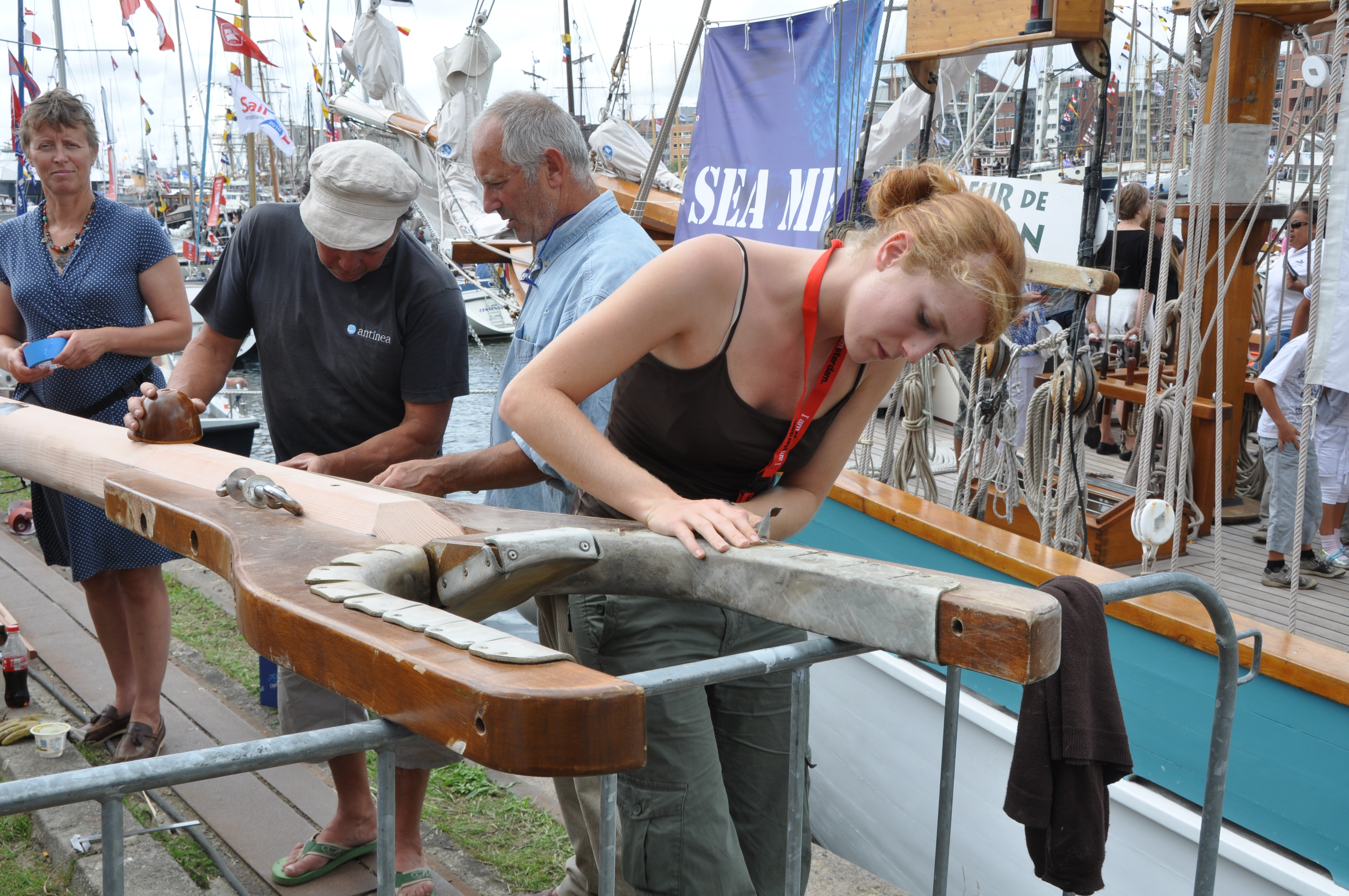
Le travail des gabières et gabiers est aussi d'entretenir les pièces de gréements, ici une corne de brigantine au Sail Amsterdam en 2010.
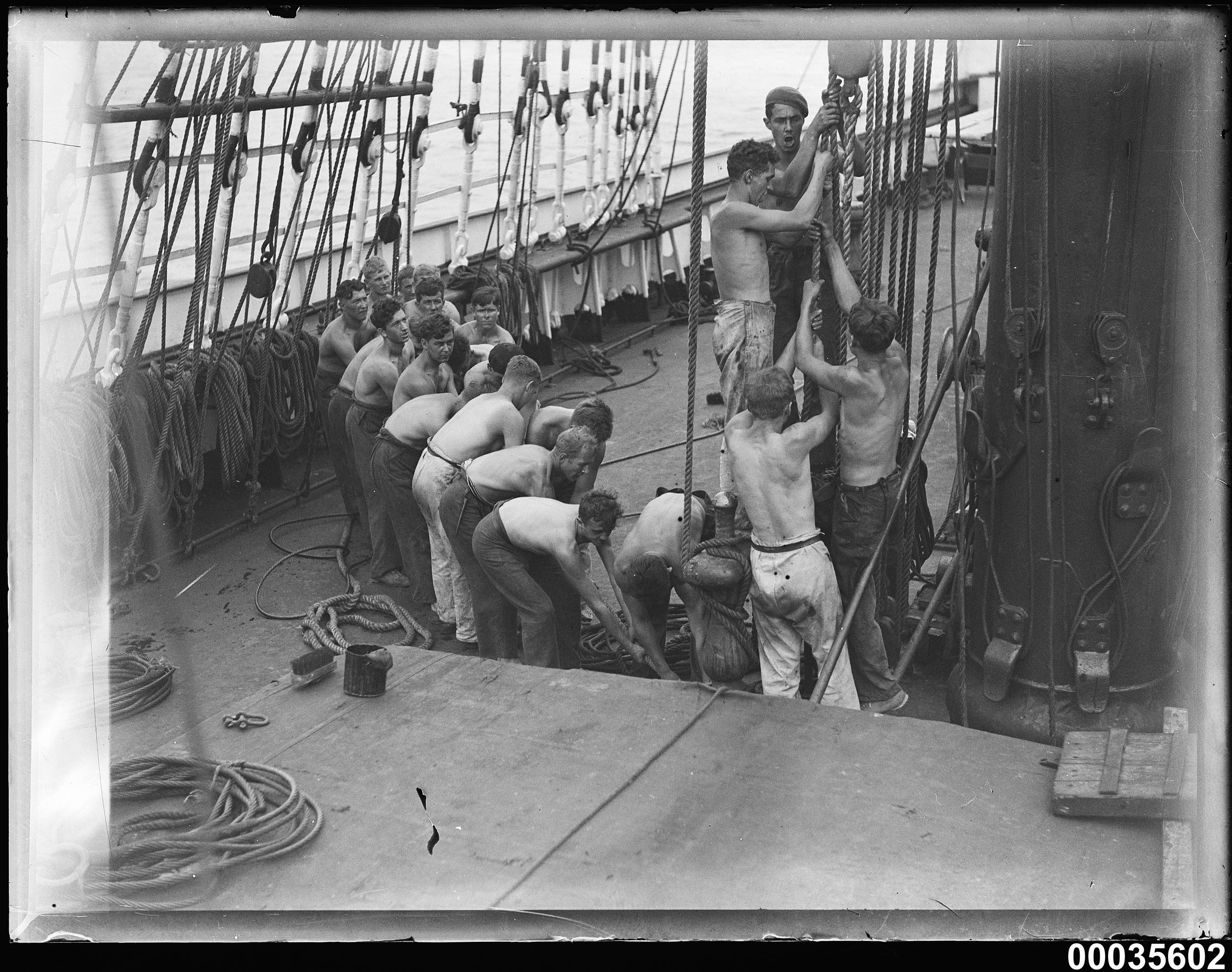
Le travail des gabiers s'effectue aussi au hissage sur le pont, ici sur le quatre-mâts barque Magdalene Vinnen en 1933, transportant de la laine à destination de l'Australie.

## Gabier dans les chansons de marins
- Gabier, grimpe à ta hune
- Jean-François de Nantes (chant à hisser)
- Le Gabier Noir de Michel Tonnerre[6]
- Le gabier de Terre Neuve par Nolwen (Autour de la mer)